# Tuglie
Tuglie est une commune italienne de la province de Lecce, dans la région des Pouilles.

## Culture
Lieu de naissance de l'artiste peintre et sculpteur Giuseppe Miggiano, fils d'immigré Italien en Belgique dont l'œuvre s'est principalement développée dans la région de Charleroi.
Lieu de naissance de Gino Impérial, émigré en France à La Seyne-sur-Mer, à l'âge de 7 ans, puis aux États-Unis à Kansas City, comme professeur d'espagnol et maître de conférence. Plusieurs ouvrages édités. Musicien amateur.

## Géographie
La commune est composée de deux parties distinctes. 
Le centre historique avec la Plazia Garibaldi où se situe l'église principale (la commune en compte 5), le Palazzo Ducale et le mercato copperto. Plus bas, le marché (tous les vendredis). Également, le musée de la radio (dans un ancien moulin à huile) et le calvario. Sur les hauteurs, Montégrappa, plus résidentiel avec une vue sur la mer.
On trouve également sur la place, le fameux bar Provenzano avec, entre autres, ses glaces, dont le fameux Spumone que l’on ne trouve qu’ici, et ses pâtisseries.
Une curiosité, la Via Fratelli Bandiera, où l'on trouve un nombre étonnant de vieilles filles. 
La commune compte plusieurs forneli (habitation ronde typique de cette partie du Salento, bâti en pierre, où séjournaient l'été, les personnes qui travaillaient la terre), qui après avoir été délaissés par la population, devient un plus pour les propriétaires qui ont la chance d'en avoir un sur leur terrain.
La commune est traversée par la voie ferrée Lecce/Gallipoli.

## Administration
| Période                                  | Période | Identité | Étiquette | Qualité |
| ---------------------------------------- | ------- | -------- | --------- | ------- |
|                                          |         |          |           |         |
| Les données manquantes sont à compléter. |         |          |           |         |

### Communes limitrophes
Alezio à l'ouest, Neviano à l'est, Parabita au sud, Sansimone, fraction de Sannicola au nord. Gallipoli à une dizaine de kilomètres à l'ouest.